# アルティメット・イヤーズ
アルティメット・イヤーズ (Ultimate Ears) は、カスタムインイヤーモニター (IEMs)などの音響機器を設計・製造するアメリカ合衆国のメーカーである。UE（ユーイー）と略称される。
カスタムインイヤーモニターの草分け的なブランドであり、業界では80%のシェアを誇っている。
2008年、スイスのLogitech（日本法人名：ロジクール）の子会社となった。

## 概要
1995年、コンサート業界で活躍する音響エンジニアであったジェリー・ハービーが設立。彼はその年にヴァン・ヘイレンのモニター・エンジニアとしてツアーに同行している際、ドラマーのアレックス・ヴァン・ヘイレンから、大音量で耳を傷めるウェッジ・モニターに代わる物を頼まれ、エンジニアとしての経験を最大限に活かし個人ごとの耳介の形に合わせて外音を効率的に遮蔽する、カスタムインイヤモニターを思いつき、開発することとなった。当時妻であったミンディーと共にラスベガスで会社を創立、製作はウェストンが行った。
21世紀に入り、カスタムインイヤモニターの需要は大きくなり、その過程でウェストンと袂を別って、独自の製作ラボを設立し、製造を開始した。その後プロのミュージシャン向けのカスタムインイヤモニターのプロバイダーとして業界シェアNo.1を維持している。
ジェリー・ハービーは、カスタムインイヤモニターに留まらず、高遮音性能を持ったステージモニター用ユニバーサルフィットイヤフォンについても、ウェストンと共に、シュアのE1やE5のデザインチームの一員として寄与していたが、リンキン・パークのヴォーカリストであるチェスター・ベニントンが、携帯プレーヤーでもアルティメット・イヤーズのカスタムイヤモニターを使用していると創設者に話したことがきっかけとなり、自社ブランドで、コンシューマー向け高遮音性ユニバーサルフィットイヤフォンのfiシリーズが発売され、高音質と幅広い音場で高い評価を受けた。創立者はユニバーサルフィットイヤフォンの販路拡大のため、投資会社のボブ・アリソンをCEOに迎え、自らはCTOとなった。日本では当時国内販売代理店であったM-AUDIOからfiシリーズのOEMモデルも発売された。
なお、創立者のジェリー・ハービーは2007年会社を離れ、その後、新たにJH オーディオを設立した。
2008年8月14日、スイスのLogitech（日本法人名：ロジクール）に3400万ドルで買収されたと発表され、子会社化された。それに伴い、日本国内ではロジクールがコンシューマー向け製品の販売代理店となった。ただし、カスタムインイヤモニターについては、耳型をとって、米国本社に製造依頼を行う販売代理店「オーディオロジスト」は、日本にはなく東アジアでは上海に存在するのみであり、国内からは直接米国本社に製造依頼する必要があった。
2013年9月7日、ロジクールは、カスタムインイヤモニターを国内で販売展開し、大阪日本橋、東京秋葉原のe☆イヤホン店舗で、耳型の音響確認や製造依頼を受付けることとなった。ただし、耳型は医療機関や補聴器店などであらかじめ採取する必要があった。また、一部の機種は販売対象外となっている。
2015年8月29日、ロジクールは、東京秋葉原のe☆イヤホン店舗で、３Dスキャナーによる耳型採取サービスを始め、フィッティング調整も行うことが可能となった。これに伴い、国内で提携する耳型採取店についても指定されることとなった。
2016年12月17日、インイヤーモニター最上位機種の 18 Pro の後継機、18+ Pro を発表するとともに、日本限定で18+ Pro ユニバーサルバージョンを発売することとなった。

## カスタムインイヤモニター
全てカナル型のイヤホンである。

### 現在販売されている機種
- UE-LIVE

バランスド・アーマチュア・ドライバー6基、6㎜ネオジムダイナミックドライバー1基、トゥルートーンプラスドライバー1基。『最も複雑で強力な音響システムを搭載したフラッグシップモデル。』
- UE-18+ Pro

バランスド・アーマチュア・ドライバー6基を搭載、4-way。『UE-18PROのセカンドジェネレーション。』
- UE-11 Pro

バランスド・アーマチュア・ドライバー4基を搭載、3-way。『比類のないサウンド環境を実現。』
- UE Pro Reference Remastered

バランスド・アーマチュア・ドライバー3基を搭載、3-way。UE 独自の「トゥルー・トーン・ドライバー」搭載。『スタジオでのレコーディングクオリティのサウンド。』
- UE-7 Pro

バランスド・アーマチュア・ドライバー3基を搭載。2-way。『最も堅牢かつパワフルなカスタムIEM。』
- UE-6 Pro

6㎜ネオジムダイナミックドライバー2基、トゥルー・トーン・BA・ドライバー1基を搭載。3-way。『インパクトのある低音と非常にクリアな音を提供。』
- UE-5 Pro

バランスド・アーマチュア・ドライバー2基を搭載。2-way。『オリジナルのデュアルドライバを搭載。』

### 過去に販売されていた機種
- UE-18 Pro

バランスド・アーマチュア・ドライバー6基を搭載、4-way。
- UE-10 Pro

バランスド・アーマチュア・ドライバー3基を搭載。2-way。
- UE In-Ear Reference Monitors

バランスド・アーマチュア・ドライバー3基を搭載。3-way。
- UE Vocal Reference Monitors

バランスド・アーマチュア・ドライバー3基を搭載。3-way。
- UE-4 Pro

バランスド・アーマチュア・ドライバー2基を搭載。2-way。
- UE-1 Pro

片耳用。バランスド・アーマチュア・ドライバー2×2基を搭載。2-way×2。
- UE-5 Ambient
- UE-Hybrid
- UE-5c

バランスド・アーマチュア・ドライバ－2基を搭載。2-way。（ファーストモデル）

## ユニバーサルフィットイヤフォン
全てカナル型のイヤホンである。
製品名の後ろに「vi」がつくモデルは、iPhone、iPad用に開発されたモデルで、ハンズフリー通話、Siri通話のための高感度小型マイクロフォンとマルチファンクションボタンが搭載されている。ただしUE900、UE600にはviの名称は付加されていないが、同等の機能がある。日本国内で販売されているiPhone用ハンズフリー通話対応のインイヤーヘッドフォンは非常に少ないが、アルティメット・イヤーズでは積極的にラインナップを揃えている。また、最近では製品名の後ろに「vm」がつくモデルは、アンドロイド、ブラックベリーに対応している。

### 現在販売されている機種
To-Go モデル
2018年4月11日より旧UE 2-pinコネクタが廃止となり、新たにIPXコネクションシステムが採用された。これは、ケーブルメーカー『estron』と共同開発したオリジナルのコネクタであり、音質面と耐久性を向上させた。ケーブルは同社のSuper Baxケーブルを採用している。
To-Goモデルは、コネクタをIPXコネクションシステムに変更したカスタムIEMのユニバーサルモデルである。
- UE-LIVE To-Go

UE LIVEのユニバーサルモデル。
- UE-18+ Pro To-Go

UE-18+ Pro のユニバーサルモデル。日本限定でのユニバーサルモデルが過去には発売されていた。
- UE-11 PRO To-Go

UE-11 PROのユニバーサルモデル。
- UE Pro Reference Remastered To-Go

UE Pro Reference Remasteredのユニバーサルモデル。
- UE-7 PRO To-Go

UE-7 PROのユニバーサルモデル。
- UE-6 PRO To-Go

UE-6 PROのユニバーサルモデル。
- UE-5 PRO To-Go

UE-5 PROのユニバーサルモデル。

### 過去に販売されていた機種
- UE-18+ PRO

　　　UE-18+ PROのユニバーサルモデル。かつて日本限定で発売されていたが、UE 2-pinコネクタの廃止とともに生産完了となった。

- UE 900S
バランスド・アーマチュア方式のスピーカー4基を搭載。3-way。UE 900の改良型。ドライバの配置とバスチューブの変更により、低音が強化された。
- UE 900
バランスド・アーマチュア方式のスピーカー4基を搭載。3-way。
- UE 600
トップファイヤ型アーマチュア方式のスピーカー1基を搭載。
- UE 400vi
ダイナミック型スピーカーを搭載。
- UE 400vm
ダイナミック型スピーカーを搭載。
- UE 350vi
ダイナミック型スピーカーを搭載。
- UE 350vm
ダイナミック型スピーカーを搭載。
- LoudEnough
ダイナミック型スピーカーを搭載。子供向けボリューム制限機能。

- UE 700
バランスド・アーマチュア方式のスピーカー2基を搭載。
- UE 600vi
トップファイヤ型アーマチュア方式のスピーカー1基を搭載。
- UE 500
ダイナミック型スピーカーを搭載。
- UE 500vi
ダイナミック型スピーカーを搭載。
- UE 400
ダイナミック型スピーカーを搭載。
- UE 350
ダイナミック型スピーカーを搭載。
- UE 200
ダイナミック型スピーカーを搭載。
- UE 200vi
ダイナミック型スピーカーを搭載。
- UE 100
ダイナミック型スピーカーを搭載。10色バリエーション。

#### fi(ファイ)シリーズ

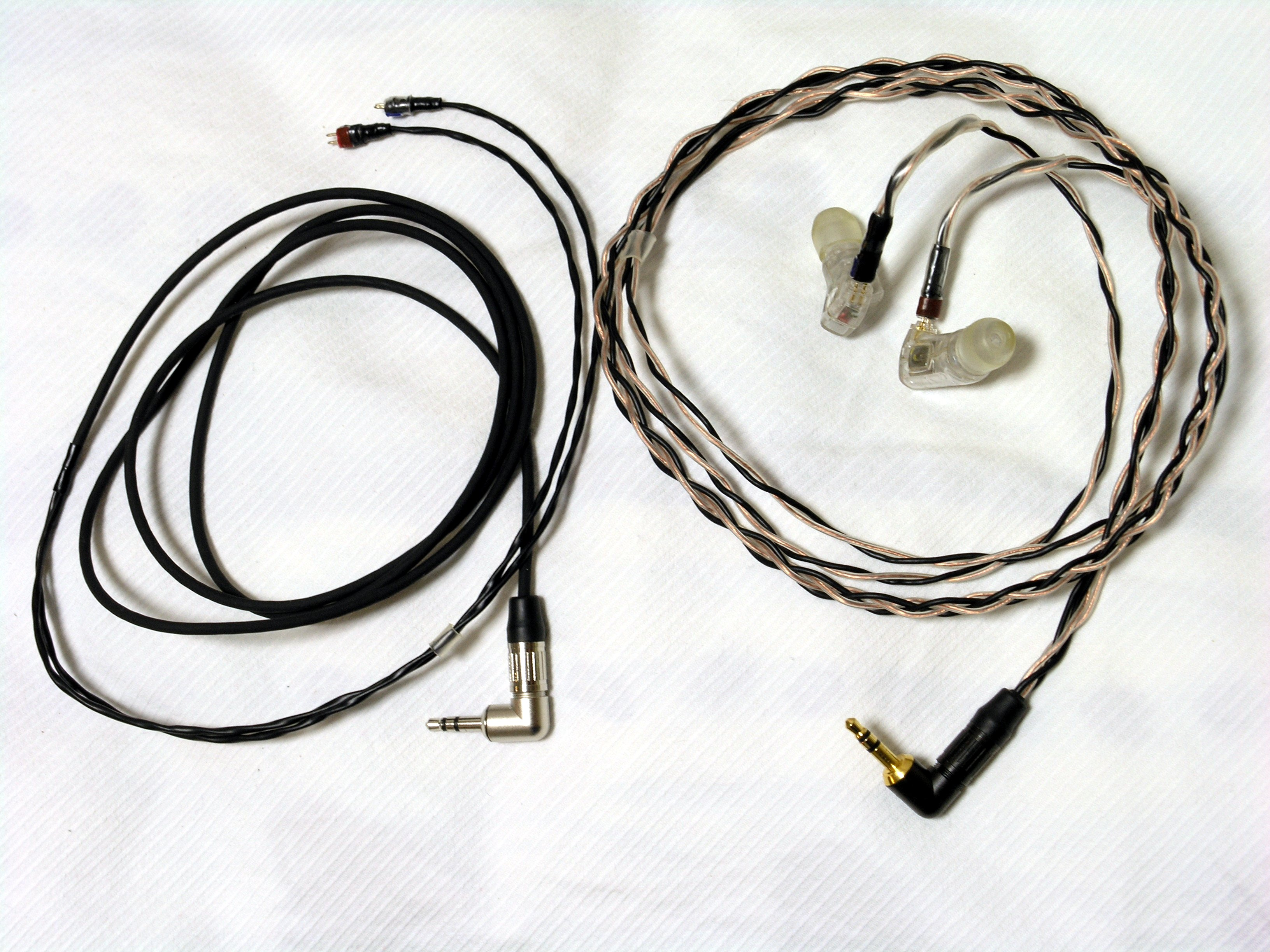
Triple.fi 10Pro・5pro・5EB・3studio用交換ケーブル

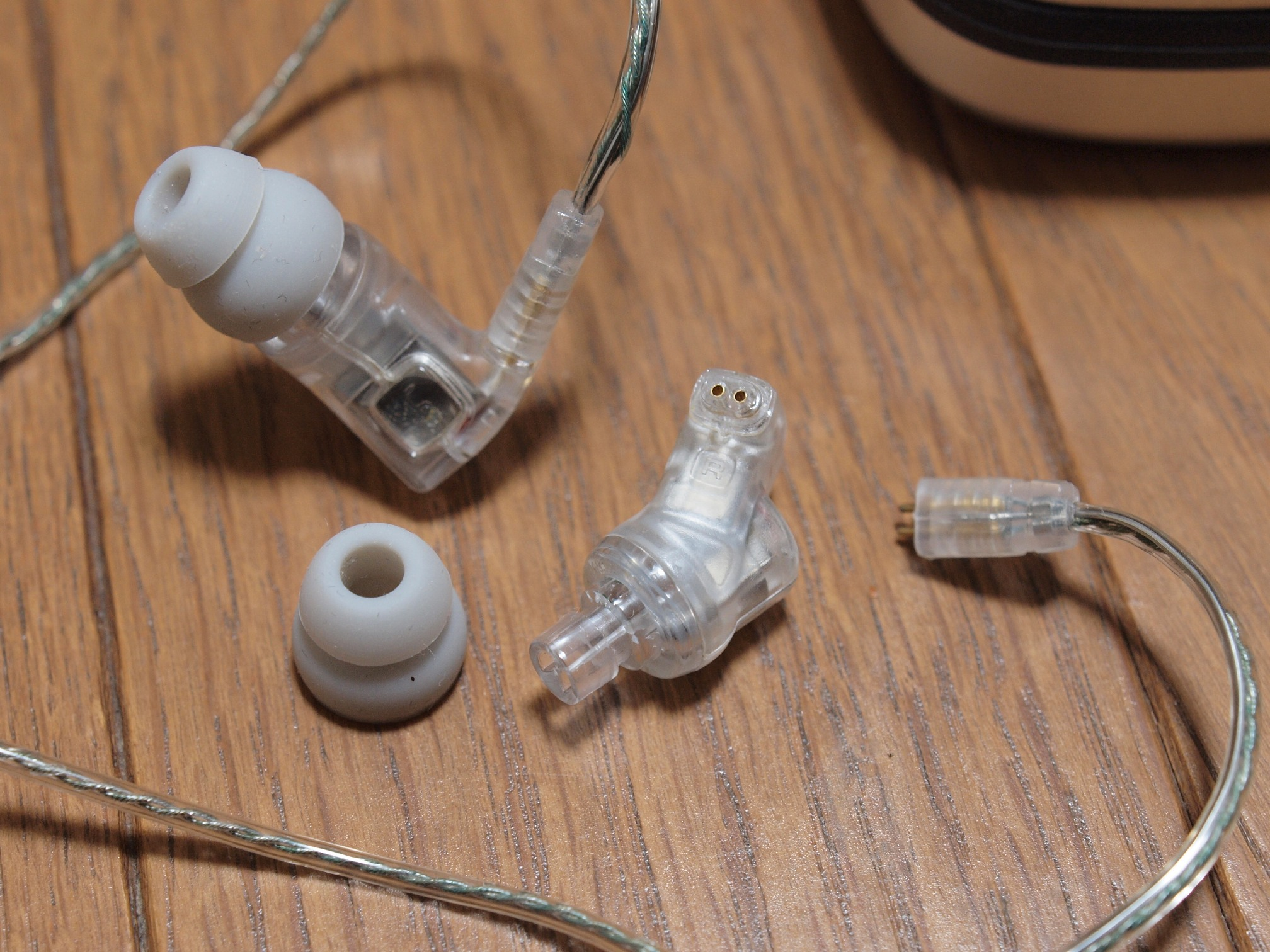
Super.fi 5 pro
写真のように本体からケーブルを着脱できる。

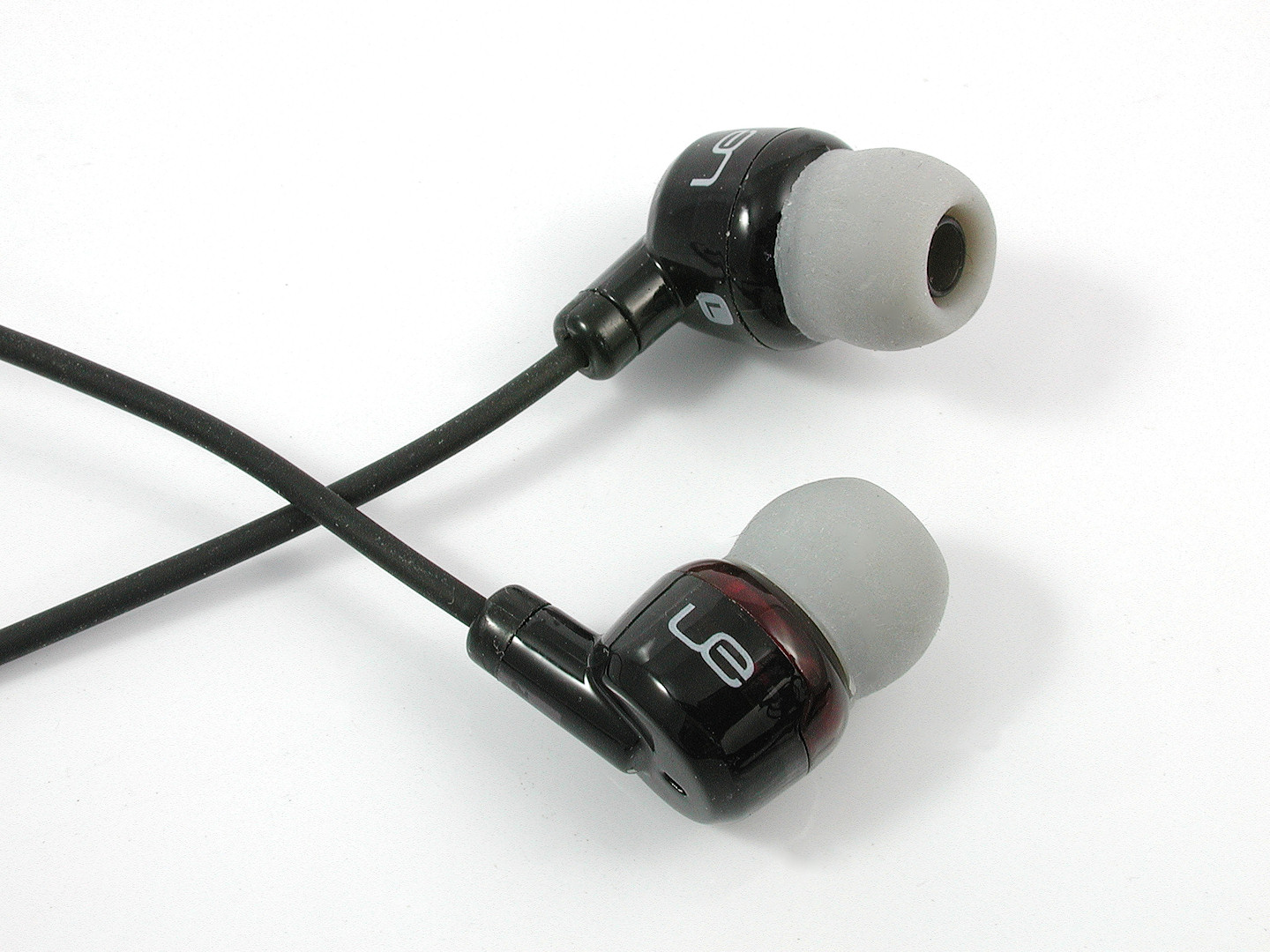
Metro.fi 170

コンシューマー向けモデル。Triple.fi 10 pro(vi) / Super.fi 5 pro / Super.fi 5 EB / Super.fi 3 Studio はケーブル着脱可能な機構になっており、ケーブル断線時に手軽に交換できるメリットがある。日本国内販売代理店がロジクールになった直後はケーブルの単体販売はされなくなったが、現在はロジクールストアで取り扱っている。
イヤフォン断線時にケーブル交換が可能で、交換用ケーブルが単体で市販されていることが特徴であり、売りの一つ。Logitechに買収された後、しばらくは交換用ケーブルが市販されなかったため、ネットオークションで純正交換用ケーブルが高値で取り引きされる例もあった。また、サードパーティからも、比較的高価ではあるが互換品の交換用ケーブルが販売されている。
なお、日本において愛用者からは、fiシリーズは俗に「ブタパナ」とも呼ばれている。これはイヤーチップを外すとノズルが豚の鼻のように見えるためである。（2基以上のスピーカーを搭載したモデルは高音域用と低音域用で出力ノズルが分かれているため。）
- Triple.fi 10 Pro(vi)
高音域専用のバランスド・アーマチュアドライバ1基と、中/低音域専用のバランスド・アーマチュアドライバ2基を搭載。

- Super.fi 5 Pro
中高音域専用のバランスド・アーマチュアドライバと、低音域専用のバランスド・アーマチュアドライバを搭載。

- Super.fi 5 EB
EBはExtended Bassの略。中高音域専用のバランスド・アーマチュアドライバと、低音域専用のダイナミックドライバを搭載。
- Super.fi 5(vi)
フルレンジのバランスド・アーマチュアドライバを搭載。ケーブル着脱不可。
- Super.fi 4(vi)
フルレンジのバランスド・アーマチュアドライバを搭載。ケーブル着脱不可。
- Super.fi 3 Studio
フルレンジのバランスド・アーマチュアドライバを搭載。

- Metro.fi 220(vi)
フルレンジのダイナミックドライバを搭載。ケーブル着脱不可。
- Metro.fi 200
フルレンジのダイナミックドライバを搭載。Metro.fi 2は同一製品。ケーブル着脱不可。
- Metro.fi 150(vi)
フルレンジのダイナミックドライバを搭載。ケーブル着脱不可。

- Metro.fi 170(vi)
フルレンジのダイナミックドライバを搭載。ケーブル着脱不可。
- Metro.fi 100(vi)
フルレンジの10mmダイナミックドライバを搭載。ケーブル着脱不可。

#### M-AUDIO OEMモデル
- IE-40
Triple.fi 10 proのOEMモデル。
- IE-30
Super.fi 5 proのOEMモデル。
- IE-20 XB
Super.fi 5 EBのOEMモデル。
- IE-10
Super.fi 3 StudioのOEMモデル。

## ヘッドホン
iPhone、iPad用に開発されたモデルで、ハンズフリー通話、Siri通話のための高感度小型マイクロフォンとマルチファンクションボタンが搭載されている。
- UE 9000
bluetoothとケーブル接続との双方を使用可、アクティブノイズキャンセリング機能搭載。
- UE 6000
ケーブル接続、アクティブノイズキャンセリング機能搭載。
- UE 4000
耳載せ型。

## ワイヤレススピーカー
Logitech（日本名：ロジクール）ブランドで2011年12月から発売していた、Boombox TS500、TS800の後継改良機種として、2013年4月にUEブランドでWS500、WS800を発売し、Bluetooth接続の高音質ポータブルスピーカーの代表的な機種として認知され、その後ラインアップを拡充している。2016年10月には送信側となるiOS、Androidアプリをアップデートし、50台以上の製品をペアリングし同時に鳴らすことが可能となり、2018年9月には、ペアリンできるスピーカは同時に150台以上可能となった。

### 現在販売されている機種
- UE BOOM 3 WS730
bluetooth接続、IP67防塵防水機能。

- UE MEGA BOOM 3 WS930
bluetooth接続、IP67防塵防水機能。

- UE WONDERBOOM 2 WS660
bluetooth接続、IP67防塵防水機能。

- UE POWER UP
BOOM 3、MEGA BOOM 3 用充電ドック

### 過去に販売されていた機種
- UE BOOMBOX WS800
bluetoothとケーブル接続との双方を使用可。

- UE MEGA BOOM WS900
bluetoothとケーブル接続との双方を使用可、ハンズフリー通話用マイクロフォン搭載、IPX7防水機能。

- UE BOOM WS700
bluetoothとケーブル接続との双方を使用可、ハンズフリー通話用マイクロフォン搭載、IPX4防水機能。
- UE BOOM 2 WS710
bluetoothとケーブル接続との双方を使用可、ハンズフリー通話用マイクロフォン搭載、IPX7防水機能。

- UE ROLL WS600
bluetoothとケーブル接続との双方を使用可、IPX7防水機能。
- UE ROLL 2 WS610
bluetoothとケーブル接続との双方を使用可、IPX7防水機能。
- UE WONDERBOOM WS650
bluetooth接続、IPX7防水機能。

- UE MOBILE BOOMBOX WS500
bluetoothとケーブル接続との双方を使用可、ハンズフリー通話用マイクロフォン搭載。
- UE Mini BOOM WS510
bluetoothとケーブル接続との双方を使用可、ハンズフリー通話用マイクロフォン搭載。